# Nagy András (költő)
Nagy András, született Nagy Endre (Berettyóújfalu, 1906. december 1. – Nagyvárad, 1943. december) magyar költő.

## Élete
Nagy Ede ügyvéd és Weiszberger Berta (1885–1936) gyermekeként született. Tanulmányait Debrecenben, Budapesten, Párizsban, valamint olasz egyetemeken folytatta.
Első verseivel megszerezte Juhász Gyula elismerését és barátságát. Művészetére Petőfi, Arany, Paul Valéry és Juhász Gyula volt hatással.
Nyelvét tökéletes, erőteljes magyarság és látomásos árnyalatok jellemzik. Költői felfogásának lényégét klasszicizmus és pesszimizmus jellemzik. „Mintha a forma kiművelt tökéletességében keresett volna védelmet a szívét ostromló kétségekkel szemben.”[forrás?] Versei hibátlan klasszicitással fejezték ki apokaliptikus korának rettenetét.
Magyarra fordította Valéry Tengeri Temetőjét, illetve Racine Phaedra-ját.
Anyja öngyilkos lett, húgát, öccsét tüdőbaj vitte el, apját Auschwitzban ölték meg.
Költői hagyatéka elveszett, vagy felkutatásra vár. Verseit Gulyás Pálnál hagyta.